# Mount Vernon (Maine)
Mount Vernon è un comune degli Stati Uniti d'America, situato nello Stato del Maine, nella Contea di Kennebec.